# 尼日尔争取民主和社会主义党
尼日尔争取民主和社会主义党（法語：Parti Nigérien pour la Démocratie et le Socialisme），通称塔雷亚（Tarayya），是尼日尔的一个非法的民主社会主义政党，成立于1990年12月23日，成员以工人和知识分子为主。